# Little Horn (canción)
«Little Horn» es la quinta pista del álbum de estudio Antichrist Superstar de la banda de Metal Industrial Marilyn Manson, pertenece a la segunda parte del álbum, "Cycle II: Inauguration of the Worm" . La canción está basada en un sueño  de Marilyn Manson, un futuro apocalíptico en Fort Lauderdale, donde la mayoría de la raza humana se había convertido en zombis para el entretenimiento de una pequeña élite. Había un club de estriptis donde tenían cadáveres femeninos reanimados y les hacían bailar desnudas en jaulas hechas de barras de metal. Su carne estaba cubierta de forúnculos y varices, y el pelo se les caía a mechones. Sus mandíbulas se habían atado con alambre de cierre para que no se muerda los penes de los hombres de su alrededor masturbándose. El sueño fue el comienzo del concepto para el álbum Antichrist Superstar.

## Apariciones
- Antichrist Superstar.

## Versiones
- "Little Horn" — "Aparece en Antichrist Superstar".

## Curiosidades
- La línea "Y el mundo abrió sus piernas para otra estrella" previamente se habían aplicado en las primeras líneas de la versión de Patty Smith "Rock 'n' Roll Nigger".